# Sparvört
Sparvört (Thymelaea passerina) är en tibastväxtart som först beskrevs av Carl von Linné, och fick sitt nu gällande namn av Cosson och Germ.. Enligt Catalogue of Life ingår Sparvört i släktet sparvörter och familjen tibastväxter, men enligt Dyntaxa är tillhörigheten istället släktet sparvörter och familjen tibastväxter. Arten förekommer tillfälligt i Sverige, men reproducerar sig inte. Inga underarter finns listade i Catalogue of Life.

## Bildgalleri

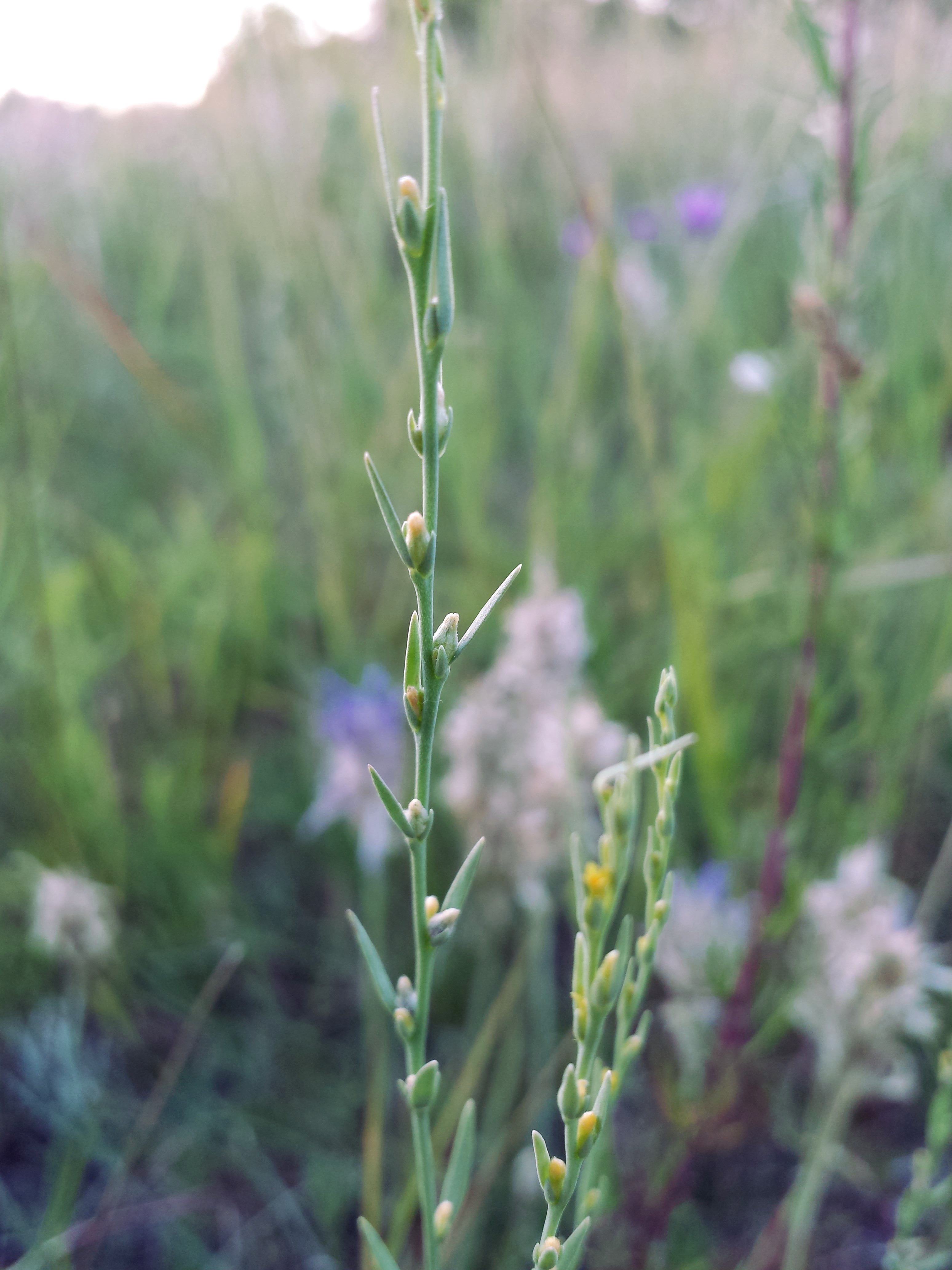